# NGC 671
NGC 671 في الفهرس العام الجديد، هي مجرة، تقع في كوكبة الحمل (كوكبة). اكتشفت في 17 سبتمبر 1885 بواسطة لويس سويفت.

## روابط خارجية
- NGC 671 على موقع ويكي سكاي: DSS2, SDSS, GALEX, IRAS, Hydrogen α, X-Ray, Astrophoto, Sky Map, Articles and images